# Vaste commissie voor Defensie
De Vaste commissie voor Defensie is een Nederlandse Tweede Kamercommissie die zich bezighoudt met alle beleidsonderwerpen die onder de verantwoordelijkheid vallen van de minister van Defensie. Belangrijke thema's binnen dit beleidsveld zijn personeel en materieel van Defensie en vredesoperaties in het buitenland.
De commissie voert regelmatig overleg met de minister van Defensie. Soms ook met de minister van Buitenlandse Zaken, bijvoorbeeld als het gaat om uitzending van militairen of om het Europese veiligheids- en defensiebeleid.

## Onderwerpen
Actuele kennisthema's waarmee de commissie zich in 2019 bezighoudt zijn:
- grote (materieel)projecten
- grensverleggende IT bij Defensie
- Europese defensiesamenwerking
- het Europees Defensiefonds
- de begroting en het jaarverslag
- het defensiematerieelbegrotingsfonds